# Liste der Monuments historiques in La Selle-en-Luitré
Die Liste der Monuments historiques in La Selle-en-Luitré führt die Monuments historiques in der französischen Gemeinde La Selle-en-Luitré auf.

## Liste der Bauwerke
| Bezeichnung             | Beschreibung | Standort | Kennzeichnung | Schutzstatus | Datum | Bild           |
| ----------------------- | ------------ | -------- | ------------- | ------------ | ----- | -------------- |
| Kirche St-Jean-Baptiste |              | (Lage)   | PA00090886    | Inscrit      | 1926  | weitere Bilder |

## Liste der Objekte
- Monuments historiques (Objekte) in La Selle-en-Luitré in der Base Palissy des französischen Kultusministeriums